# Принцип на относителността
Принцип на относителността (принцип на относителността на Айнщайн) е фундаментален физически принцип, един от принципите на симетрия във физиката, според който всички физически процеси в инерциална отправна система протичат еднакво, независимо от това дали системата е неподвижна, или се движи равномерно праволинейно. Оттук следва, че всички природни закони са еднакви във всички инерциални отправни системи.
Частен случай на принципа на относителност на Айнщайн е принципът на относителност на Галилей, който твърди същото, но не за природните закони, а само за законите на класическата механика, като се подразбира приложимост на Галилеевите трансформации, но остава открит въпросът за приложимост на принципа на относителност към оптиката и електродинамиката.
В съвременната литература принципът на относителността, приложен към инерциални отправни системи (най-често при отсъствие на гравитация или когато тя е пренебрежима), обикновено се разглежда в термините на Лоренцовата инвариантност (Лоренцова ковариантност).

## Значение
В повечето научни дисциплини е разпространено схващането, че природните закони трябва да са едни и същи по всяко време и не трябва да зависят от начина на установяването или от този, който ги установява. Това е едно от фундаменталните понятия в науката.
Всеки принцип на относителност предписва някаква симетрия в природния закон, т.е. законът трябва да изглежда еднакво на всички наблюдатели. Според теоретично направен извод, наречен теорема на Ньотер, законите за запазване са свързани със симетриите на системите. Тази теорема има голямо значение за класическата и квантовата механика, както и за квантовата теория на полето.. Например, ако двама различни наблюдателя по различно време наблюдават едни и същи закони, би трябвало да се запазва една физична величина, наречена енергия (закон за запазване на енергията). В тази връзка принципите на относителност позволяват да се правят предсказания, подлежащи на проверка, относно поведението на природата, а не са само указания към учените как да формулират закони.

## Принцип на относителността на Галилей
От формулата за ускорението следва, че ако една отправна система се движи без ускорение спрямо друга отправна система, т.е. {\displaystyle \ a_{o}=o}, то ускорението {\displaystyle {\vec {a}}} на едно тяло спрямо двете отправни системи е еднакво.
Тъй като в Нютоновата механика от всички кинематически величини именно ускорението играе важна роля (вж. втория закон на Нютон), то се оказва, че всички уравнения на механиката се записват еднакво в произволна инерциална отправна система (при предположение, че силите зависят единствено от относителното положение и скоростите на физическите тела, а не от тяхното положение спрямо някакво абстрактно начало). С други думи, законите на механиката не зависят от това, в коя точно инерциална система ги изследваме. Също така не зависи от избора на системата и наблюдаваното движение на телата (като се отчитат началните им скорости). Това твърдение е известно като принцип на относителността на Галилей за разлика от принципа на относителността на Айнщайн.
Оригиналната формулировка на Галилей е:
Ако в две затворени лаборатории, едната от които се движи равномерно и праволинейно спрямо другата, се проведе един и същи механически експеримент, резултатът ще е еднакъв.
Постулатът на принципа на относителност заедно с Галилевите трансформации, които го изразяват математически и са интуитивно очевидни, до голяма степен предопределя формата и структурата на Нютоновата механика и исторически оказва съществено влияние на нейните формулировки.